# Guitarron mexicano

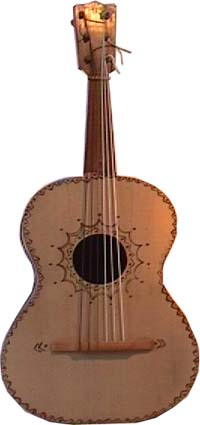
O guitarron mexicano.

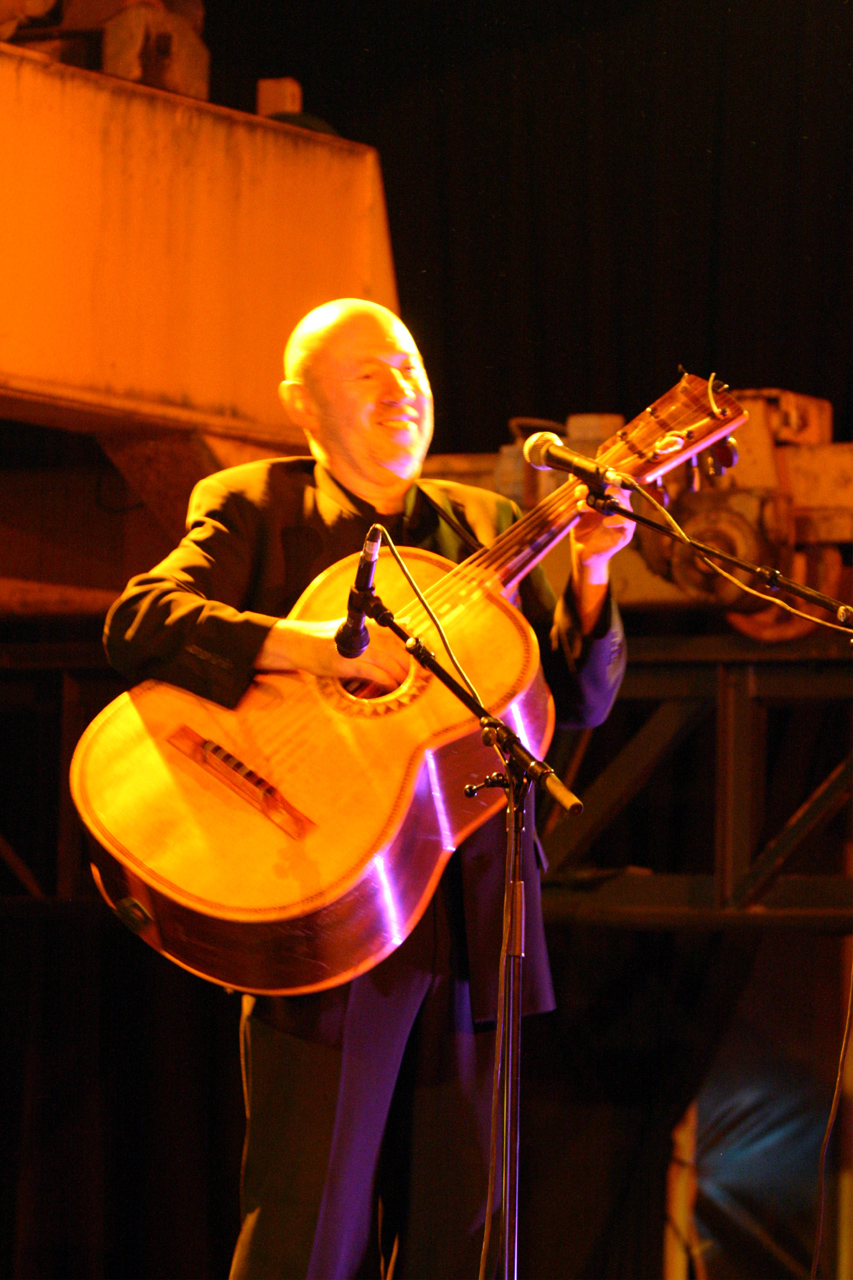
O músico Nelson Gomez tocando um guitarron mexicano.

O guitarron mexicano é um instrumento musical da família de cordofones, um instrumento bastante popular no México.